# Montañas Daba

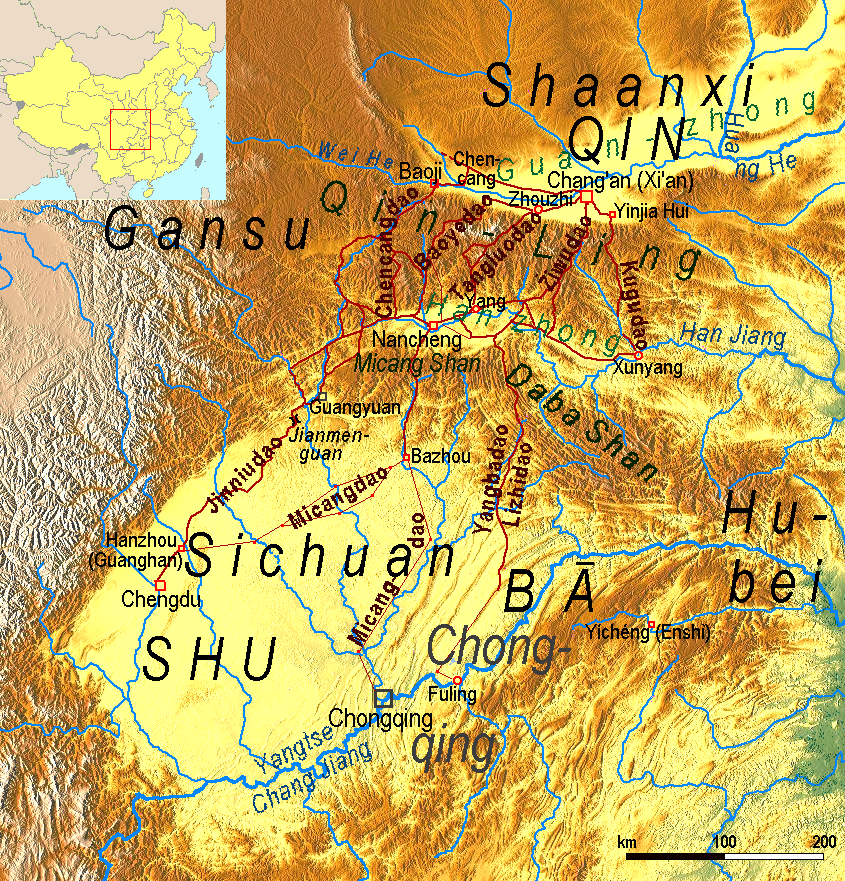
Vista detallada de varias cadenas montañosas y pasos entre Shaanxi y Sichuan

Las montañas Daba, también conocidas por su nombre chino como Dabashan, son una cadena montañosa en el centro de China entre las cuencas hidrográficas de los ríos Amarillo y Yangtze. Parte de la cordillera más grande de la cordillera Qin, atraviesa cuatro provincias: Sichuan, Chongqing, Shaanxi y Hubei. Tiene una longitud de unos 1.000 kilómetros.

## Geografía
La cordillera Daba se extiende en dirección general oeste-noroeste a este-sureste, a lo largo de la frontera entre, por un lado (suroeste y sur) Sichuan y Chongqing, y por otro (noreste y norte) Shaanxi y Hubei. Las montañas de Shennongjia suelen considerarse la sección más oriental de la cordillera Daba.
La ladera sur de las montañas Daba desemboca en la cuenca de Sichuan o directamente en el Yangtze a través de arroyos cortos que desembocan en el río en el área de las Tres Gargantas, como el arroyo Shen Nong . El lado norte desemboca en el río Han, un importante afluente del Yangtze, que, sin embargo, no se une al Yangtze hasta unos cientos de kilómetros al este (en Wuhan).
Los puntos más altos de las montañas Daba se encuentran en el macizo de Shennongjia, en el distrito forestal de Shennongjia. Los tres picos más altos, situados al oeste de la ciudad de Muyu, son el Shennong Deng ("Pico Shennong", de 3.105 metros de altitud), el Da Shennongjia ("Gran Shennongjia", de 3.052 metros) y el Xiao Shennongjia ("Shennongjia menor", de 3.005 metros, en la frontera del distrito con el condado de Badong). El pico Laojun Shan, de 2.936 metros de altura, se encuentra al noreste de Muyu.
En el sureste, las montañas Daba se unen a las montañas Wu, que bloquean el flujo del Yangtze fuera de la cuenca de Sichuan . En el este, la pequeña cordillera de Jingshan (en la parte sur de la prefectura de Xiangyang ) puede verse como la extensión extrema de las montañas Daba. En el noreste, las montañas Wudang están cerca; algunos autores incluso los consideran una "rama" de las montañas Daba.
En los condados rurales del sur de Hanzhong, en la provincia de Shaanxi, hay una gran zona cárstica con algunos de los mayores sumideros del mundo, conocida como el grupo tiankeng de Shaanxi o "grupo tiankeng de Hanzhong". Abarca casi 5019 kilómetros cuadrados y se encuentra en cuatro condados, el de Ningqiang, el de Nanzheng, el de Xixiang y el de Zhenba, con el mayor sumidero (520 metros de diámetro y 320 de profundidad), cerca de Sanyuanzhen (三元镇) en el condado de Zhenba.

## Entorno natural
El paisaje natural de la región, los bosques de hoja perenne de las montañas Daba, está catalogado por el Fondo Mundial para la Naturaleza (WWF) como una de las 200 ecorregiones del mundo que deberían ser una prioridad para la conservación.  La Reserva Natural Nacional de Dabashan está situada en la parte de Chongqing de las montañas Daba (condado de Chengkou); la Reserva Natural de la Montaña de Shennongjia (704 kilómetros cuadrados), en Hubei (distrito forestal de Shennongjia).
La secoya del amanecer ( Metasequoia glyptostroboides ) es una conífera de hoja caduca endémica de Daba Shan, cuyos parientes vivos más cercanos son la secoya costera y la secuoya gigante de California. Las secuoyas se extendían antiguamente por todo el hemisferio norte, pero se creía que estaban extinguidas fuera de California hasta que se descubrieron rodales de secuoyas del amanecer en el Daba Shan en la década de 1940.
Plantas de las montañas Daba

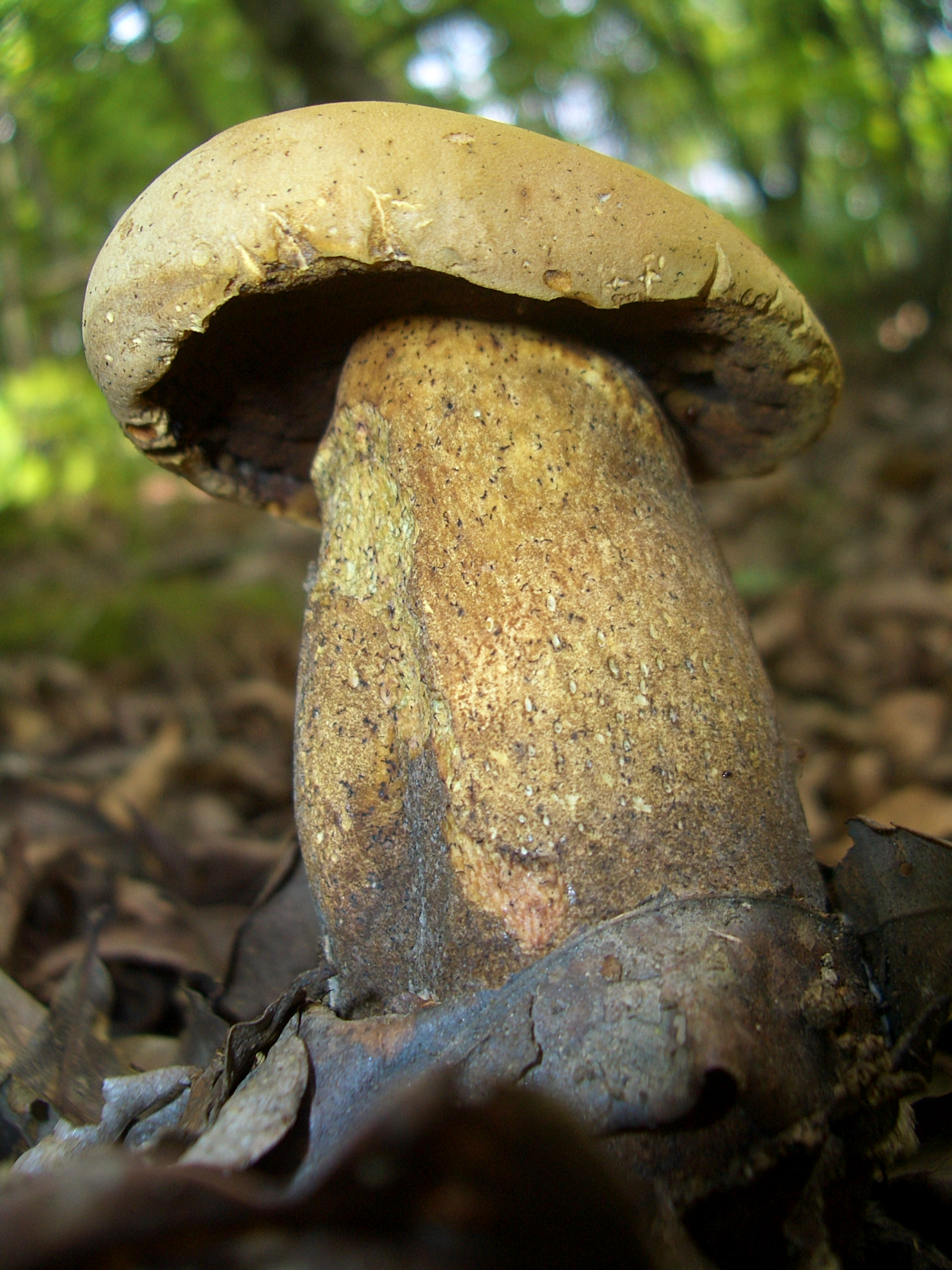
Un hongo del bosque (cerca de Muyu, Shennongjia)
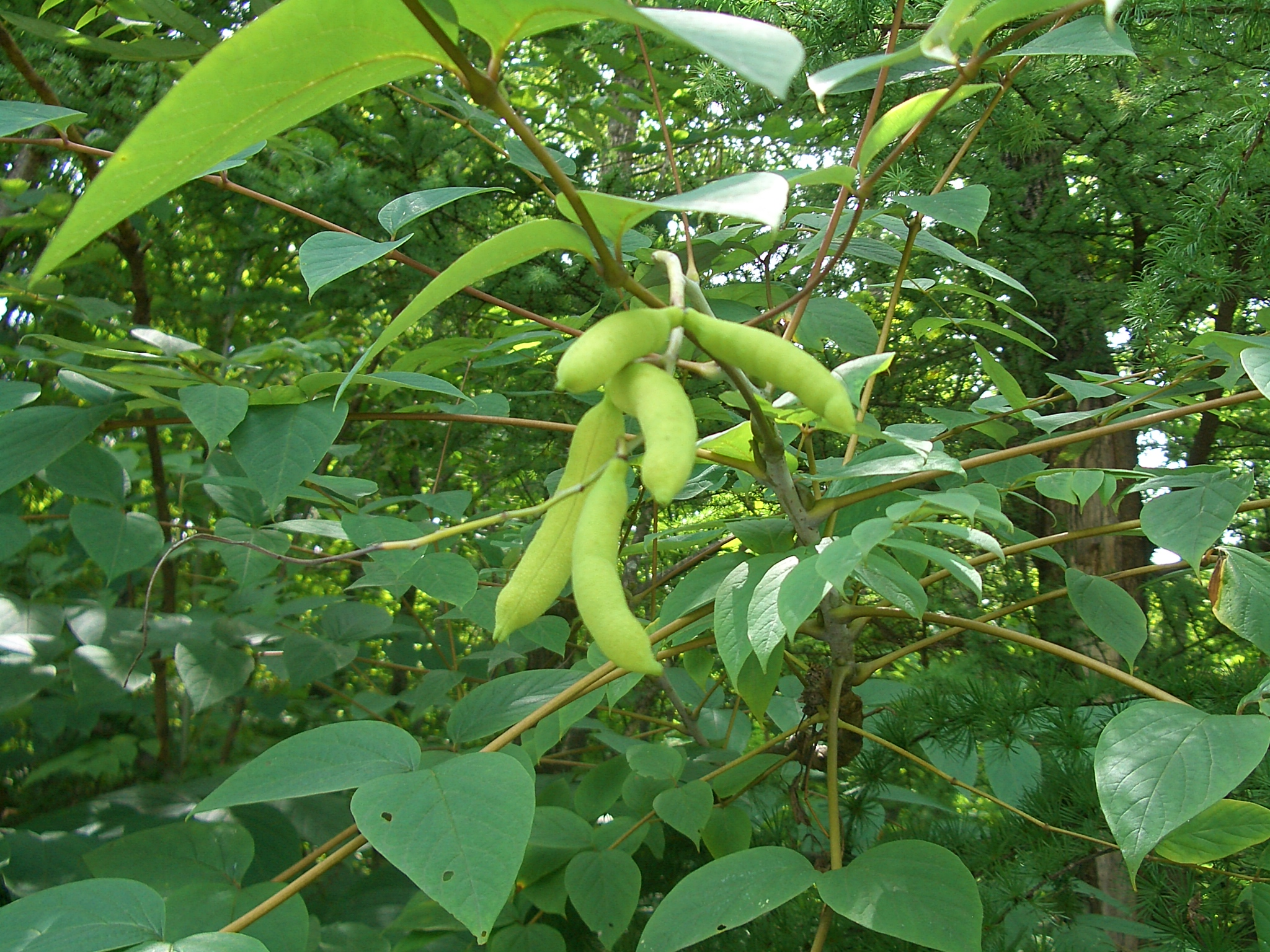
Decaisnea insignis (a unos 2000 de elevación, al norte de Muyu)
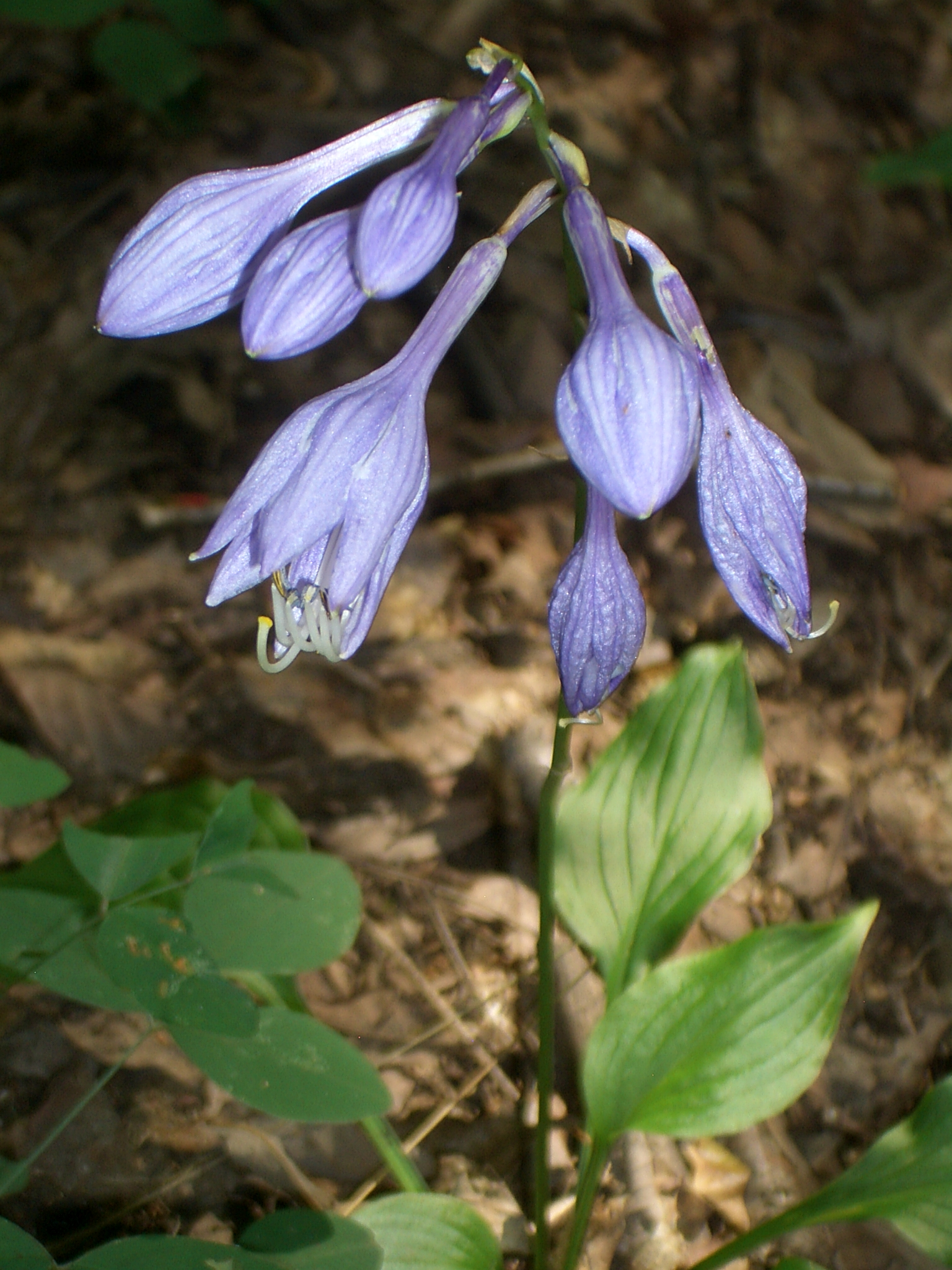
Hosta ventricosa
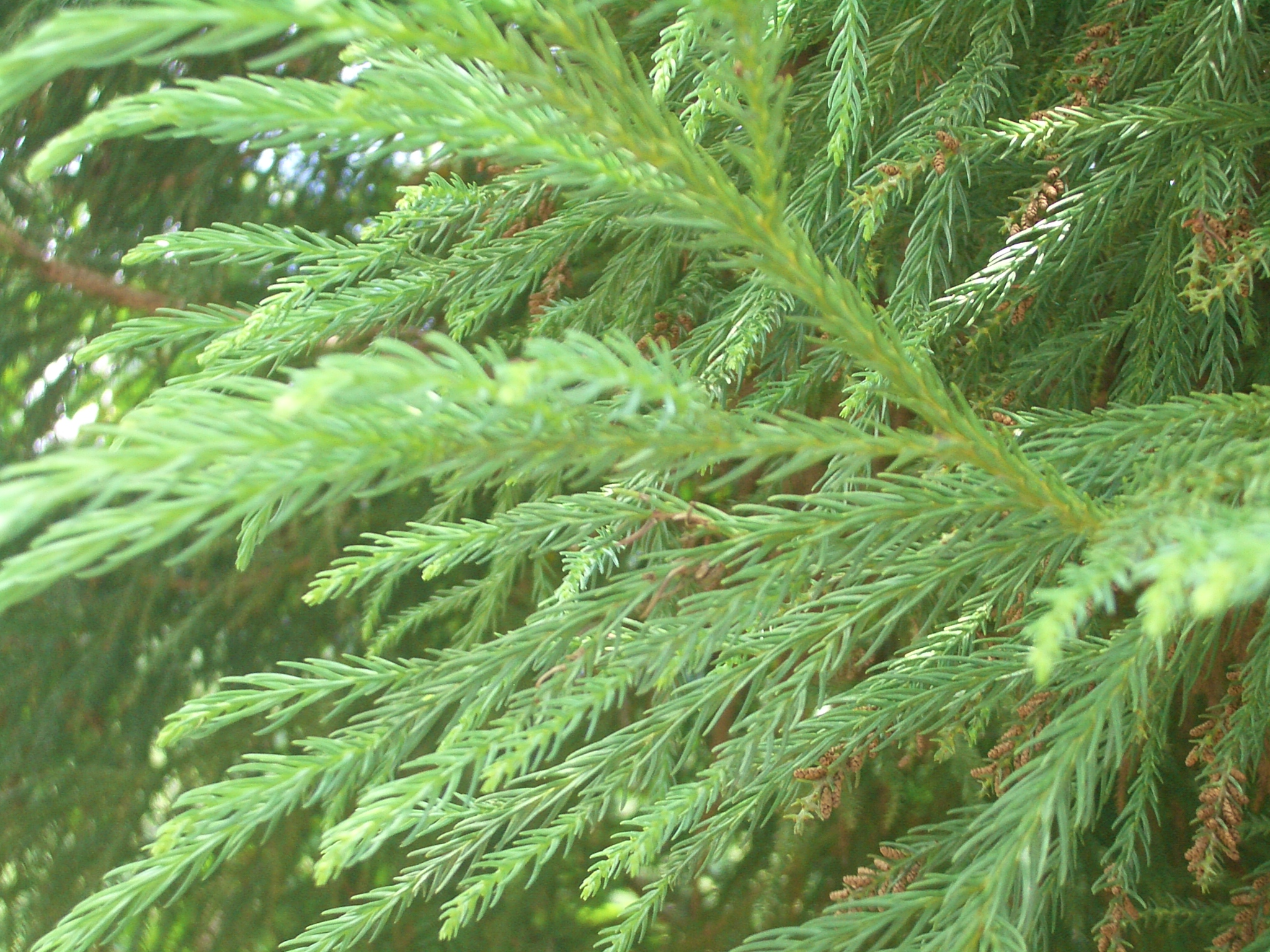
Cryptomeria japonica
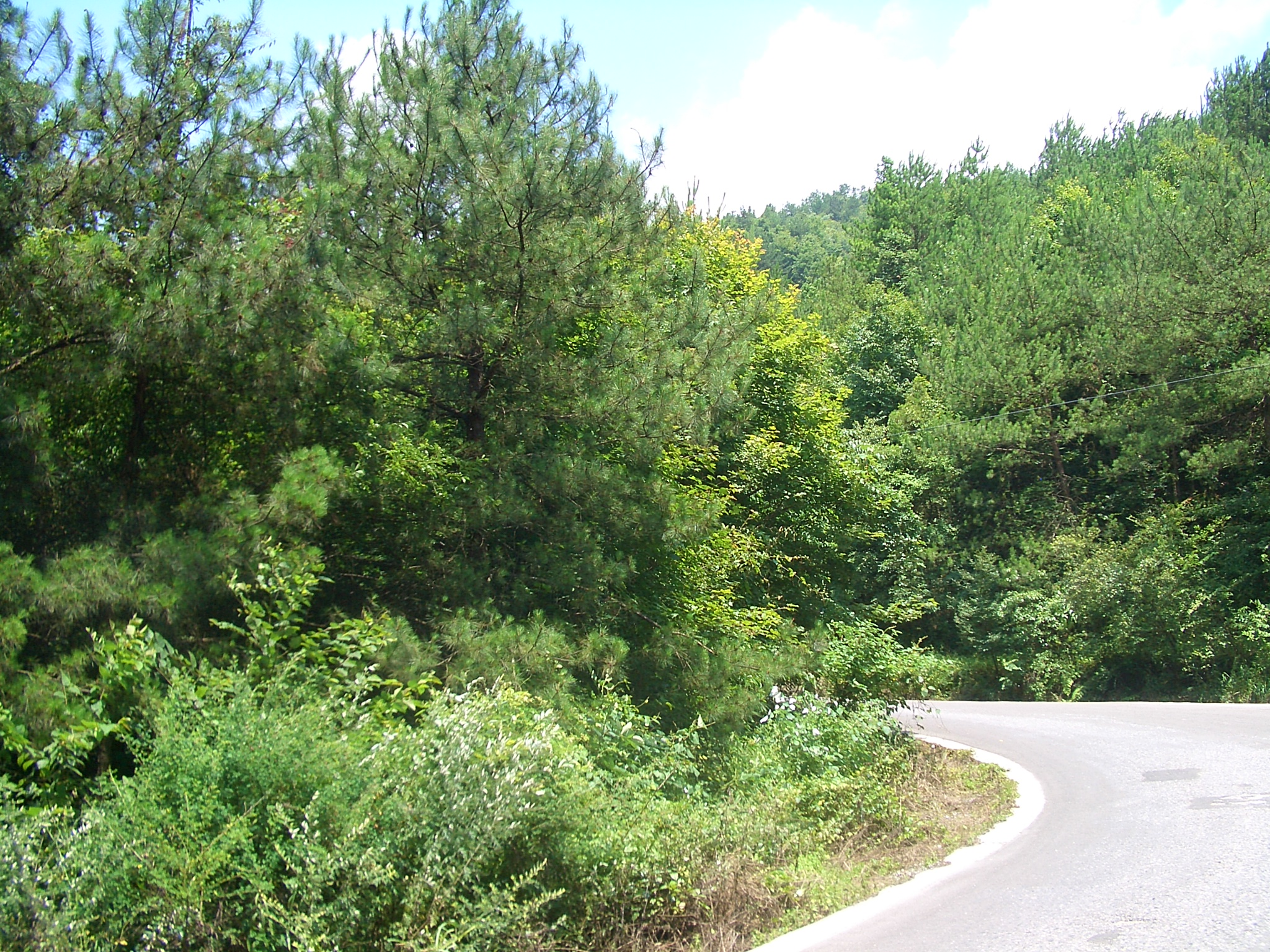
Pino rojo chino ( Pinus tabuliformis ), en el condado de Xingshan
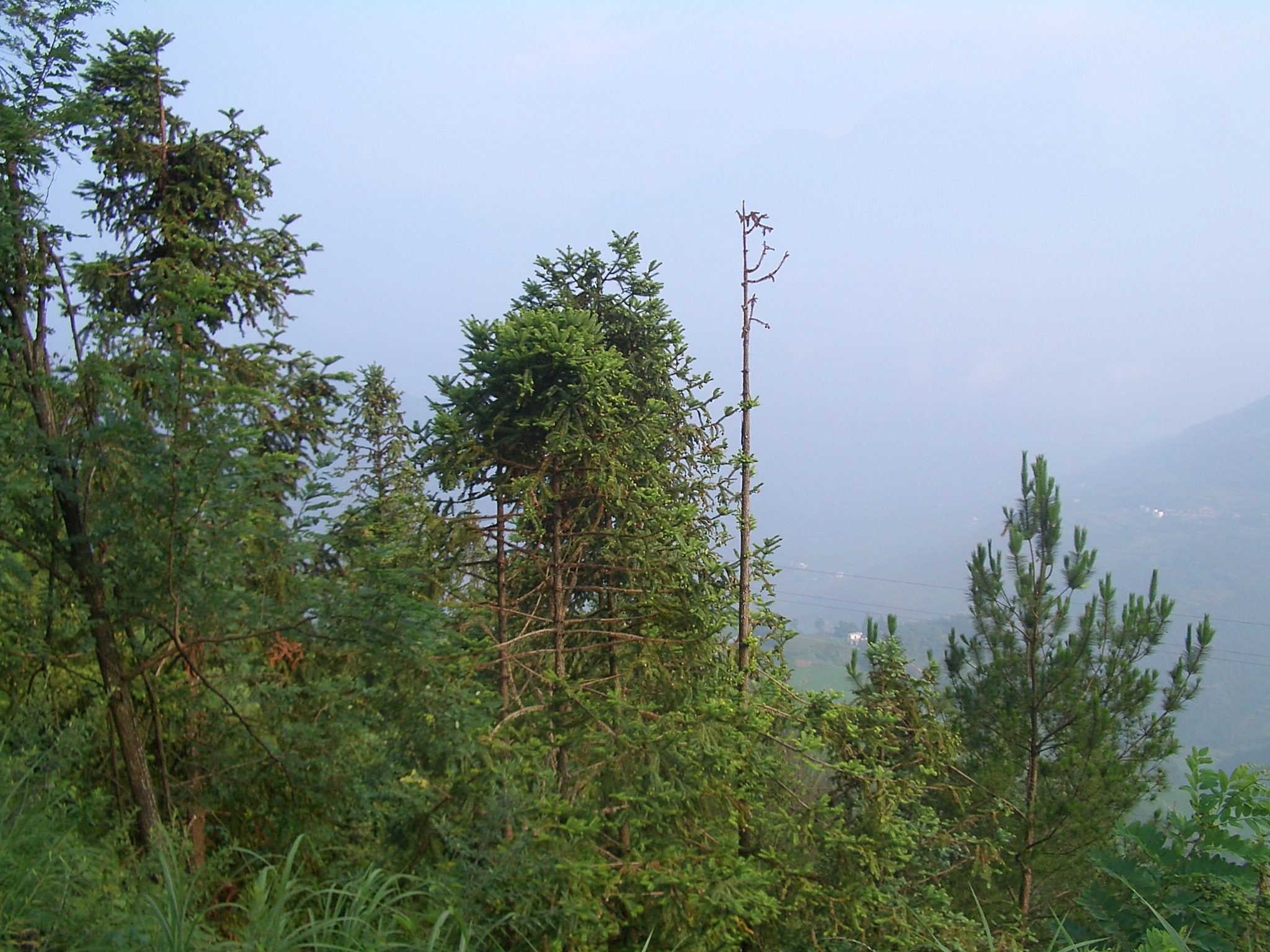
Cunninghamia lanceolata (centro), en el condado de Badong

## Uso del suelo
En la actualidad, la agricultura en terrazas está extendida en las montañas Daba. Un cultivo comercial muy extendido es el árbol Eucommia, una planta medicinal
 